# Guorriguer
Guorriguer est une commune de la wilaya de Tébessa en Algérie.